# Lagunienu
Le Lagunienu est un ruisseau et un petit fleuve côtier du département Corse-du-Sud de la région Corse qui se jette dans la mer Tyrrhénienne.

## Géographie
D'une longueur de 7,3 kilomètres, le Lagunienu qui s'appelle alors le ruisseau de Cannicciola prend sa source sur la commune de Porto-Vecchio à l'altitude 450 mètres.
Il coule globalement du nord-ouest vers le sud-est et s'appelle, en partie intermédiaire, le ruisseau d'Ambaca.
Il a son embouchure en mer Tyrrhénienne, dans le golfe de Porto-Vecchio sur la commune de Porto-Vecchio, à l'altitude 0 mètre entre les deux lieux-dits, la Sauvagie et la Marina di Fiori.
Les cours d'eau voisins sont le Stabiacciu au sud et au nord l'Osu

### Communes et cantons traversés
Dans le seul département de la Corse-du-Sud, le Lagunienu traverse une seule commune,, dans le sens amont vers aval, de Porto-Vecchio (source et embouchure).
Soit en termes de cantons, le Lagunienu prend source et a son embouchure dans le même ancien canton de Porto-Vecchio, aujourd'hui dans le canton du Grand Sud, dans l'arrondissement de Sartène.

### Bassin versant
La superficie du bassin versant « Côtiers du Cavu au Stabiacciu » (Y971) est de 131 km2. La superficie de ce bassin versant est d'environ 20 km2.

### Organisme gestionnaire
L'organisme gestionnaire est le Comité de bassin de Corse, depuis la loi corse du 22 janvier 2002.

## Affluents
Le Lagunienu n'a pas d'affluent référencé : par contre il y a trois affluents sans noms selon Géoportail, dont un traverse le lieu-dit Brellinga.

### Rang de Strahler
Le rang de Strahler est de deux.

## Aménagements et écologie
La RT 10 (ex-RN 198) la traverse à moins de 500 mètres de l'embouchure.